# Yamisel Núñez Valera
Yamisel Núñez Valera (26 de noviembre de 1993) es una deportista cubana que compite en taekwondo. Ganó una medalla de bronce en el Campeonato Mundial de Taekwondo de 2013, y una medalla de bronce en los Juegos Panamericanos de 2015.

## Palmarés internacional
| Campeonato Mundial   | Campeonato Mundial | Campeonato Mundial | Campeonato Mundial |
| Año                  | Lugar              | Medalla            | Categoría          |
| -------------------- | ------------------ | ------------------ | ------------------ |
| 2013                 | Puebla (México)    | Medalla de bronce  | –53 kg             |
| Juegos Panamericanos |                    |                    |                    |
| Año                  | Lugar              | Medalla            | Categoría          |
| 2015                 | Toronto (Canadá)   | Medalla de bronce  | –57 kg             |